# Волин, Анатолий Антонович
Анато́лий Анто́нович Во́лин (9 [22] июля 1903, Темрюк, Кубанская область — 18 августа 2007, Москва, Россия) — советский государственный и партийный деятель, юрист. Председатель Верховного Суда СССР (1948—1957).

## Биография
Родился в многодетной семье рыбака Антона Прохоровича Волина и Ирины Ивановны (урождён. Ганычева), девятый ребёнок.
С 1920 по 1921 год — рабочий рыбозавода в г. Темрюк. С 1921 года — начальник секретной части штаба одной из частей РККА. Участник Гражданской войны. В 1923—1926 годах — студент рабфака в Краснодаре. Член РКП(б) с октября 1925 года.
В 1930 году окончил юридический факультет ЛГУ. В 1930—1931 годах — аспирант Коммунистической академии в Ленинграде.
В 1931—1932 годах — преподаватель и заведующий кафедрой в Ленинградском университете, затем в 1932 году был переведён в Автономную Карельскую ССР на должность заведующего сектором культуры и народного образования. Заведовал кафедрой в Петрозаводском университете. В 1933—1935 годах — прокурор Петрозаводска. С 1935 года — помощник прокурора Володарского района, прокурор Сокольнического района Ленинграда.
С 1937 по 1939 год — заместитель Прокурора РСФСР. С 1939 по 1948 год — Прокурор РСФСР.
С августа 1948 по февраль 1957 года — Председатель Верховного Суда СССР. При этом в 1948—1952 годах участвовал в чистках органов юстиции. Организовывал и руководил судебными составами по рассмотрению преступлений, совершённых судьями. Отстранён от должности в связи с разъяснением пленума Верховного Суда о возможности реституции жилья реабилитированным гражданам от января 1954 года, вскоре признанным руководством КПСС ошибочным.
В 1957—1969 годах — заместитель Главного арбитра Госарбитража при Совете Министров СССР. Боролся за контроль над органами юстиции.
С 1969 года — персональный пенсионер союзного значения. В течение нескольских лет работал консультантом в журнале «Человек и закон».
Депутат Верховного Совета РСФСР 2-го созыва.
Похоронен на Введенском кладбище (7 уч.).

## Награды
- орден Ленина
- 2 ордена Трудового Красного Знамени (22.07.1953)

## Увековечение памяти

Памятная доска на здании Прокуратуры Республики Карелия в Петрозаводске

В 2010 году на здании Прокуратуры Республики Карелия была установлена мемориальная доска в память о работе А. А. Волина в Петрозаводской городской прокуратуре.